# Santa Teresa Club Deportivo
El Santa Teresa Club Deportivo és un club femení de futbol de Badajoz que juga a la Primera Divisió espanyola.
El club va ser fundat al 1998. Va arribar a la Segona Divisió la temporada 2011/12, i va debutar a Primera a la 2014/15 amb una 9a posició, el seu millor resultat fins ara. Després d'estar dues temporades a segona divisió, la temporada 2020-21 va tornar a primera.